# Публічна компанія
Публічна компанія — акціонерне товариство, акції якого: (А) можуть пропонуватися заздалегідь невизначеній кількості інвесторів (general public) шляхом публічного розміщення акцій або (Б) вільно обертаються на фондовому ринку внаслідок проходження публічною компанією процедури лістингу. 

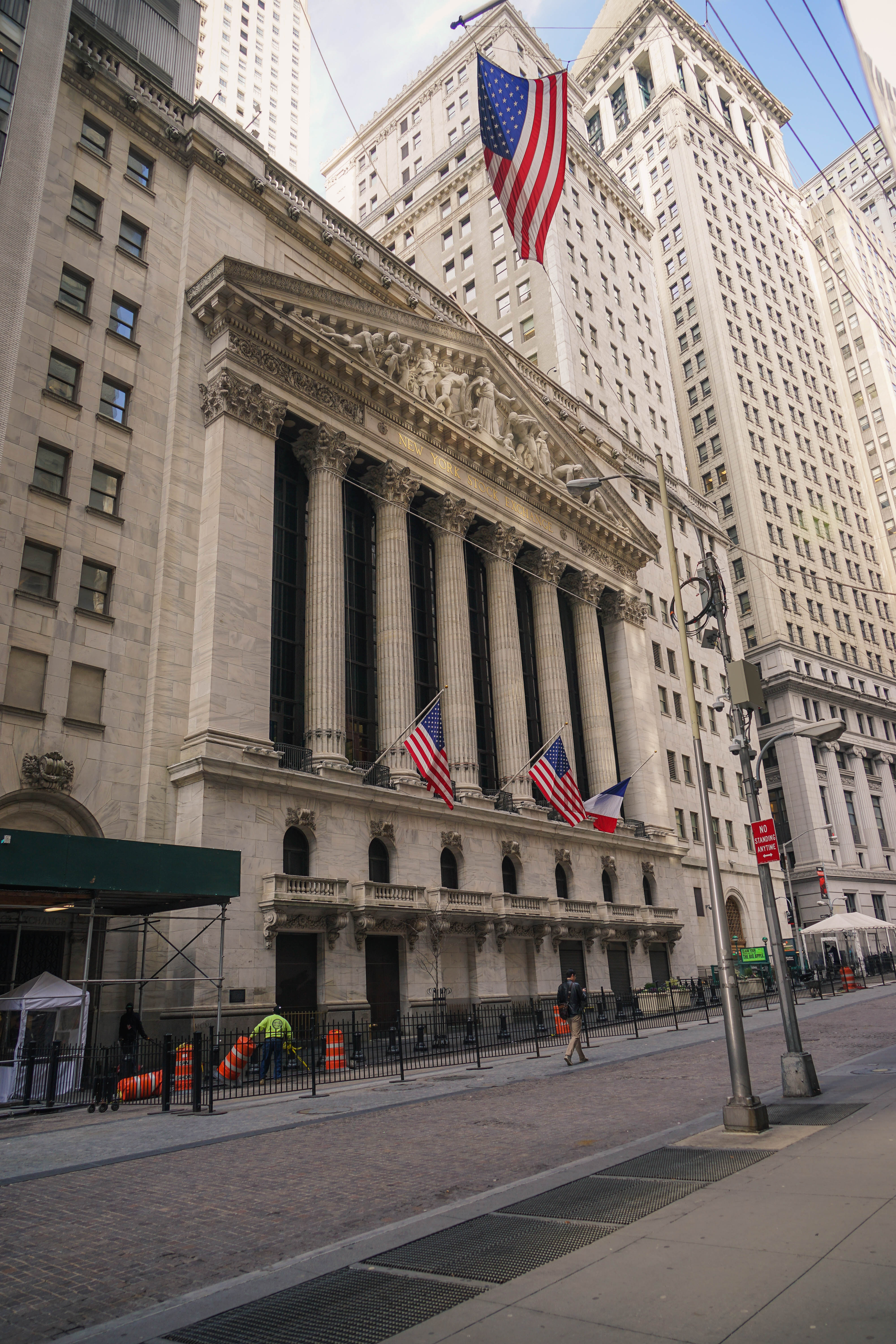
Будівля Нью-Йоркської фондової біржі в 2015

Термін застосовується, наприклад, відносно компаній, створених у країнах Євросоюзу і перелічених у статті 1 Другої директиви Ради 77/91/ЕЕС від 13 грудня 1976 р. В Україні публічній компанії відповідає публічне акціонерне товариство.
З точки зору інвесторів публічна компанія є вигіднішою формою підприємництва, адже її активи ліквідніші, ніж активи не публічних компаній, тому що:
- акції можуть бути запропоновані до продажу необмеженій кількості людей;
- потенційний покупець може оцінити компанію по правдивих і незалежних джерелах інформації;
- акції публічної компанії обертаються на біржі, де продавцю легше знайти покупців, ніж на неорганізованому ринку;
- інформація про здійснені операції на організованому ринку доступна у відкритих джерелах як продавцю, так і покупцю і може бути використана як база для оцінки пакета продажу.

## В Україні
Публічне акціонерне товариство (ПАТ). Протягом двох років (з 30 квітня 2009 р. до 30 квітня 2011 р.) відкриті та закриті акціонерні товариства в Україні (ВАТ та ЗАТ) повинні були змінити найменування на публічне акціонерне товариство (ПАТ) або на приватне акціонерне товариство (ПрАТ).
8 квітня 2011 року Верховна Рада України ухвалила законопроєкт № 8174 «Про внесення змін до Закону України „Про акціонерні товариства“ та інших законодавчих актів України» щодо відновлення на законодавчому рівні назви «відкрите акціонерне товариство». Згідно з цим законопроєктом пропонувалося дозволити використання в назві типу товариства словосполучення «відкрите акціонерне товариство» (ВАТ) замість словосполучення «публічне акціонерне товариство» (ПАТ). Але 6 травня 2011 року Президент повернув законопроєкт без підпису і запропонував депутатам відхилити його. 8 вересня 2011 року законопроєкт було остаточно відхилено і знято з подальшого розгляду.